# Сааведра Родригес, Корнелио

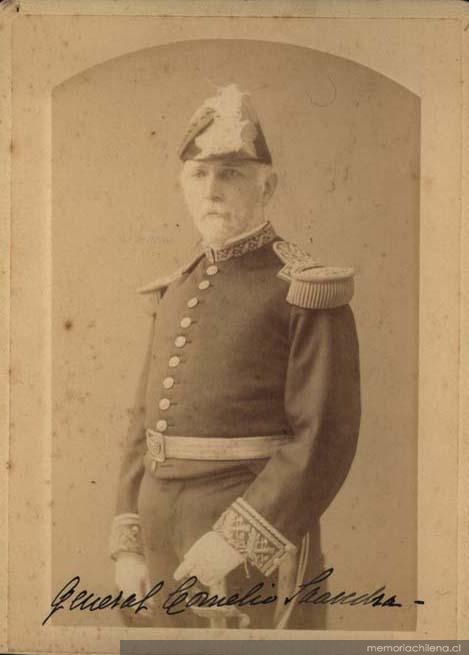
Корнелио Сааведра Родригес.

Корнелио Сааведра Родригес (1821, Сантьяго, Чили — 7 апреля 1891, Сантьяго, Чили) — чилийский политик и военный деятель, главнокомандующий чилийской армией в ходе Оккупации Араукании.

## Биография
Его родителями были Мануэль Сааведра Кабрера, сын первого председателя правительства Буэнос-Айреса 1810 года и аргентинского генерала Корнелио Сааведра (своё имя Корнелио Сааведра-младший получил в честь деда), и Жозефина Родригес Сальседо. Он был женат на Доротее Ривере Серрано, дочери чилийского генерала Хуана де Диас Ривере-и-Фрейре де Андраде и Галеаццо Марии-дель Росарио Альфаро Серрано. В возрасте 15 лет он поступил в военную академию, которую окончил в чине младшего лейтенанта пехоты чилийской армии в следующем году. В 1837 году он был назначен в батальон «Чилиан», где дослужился до лейтенанта к 17 годам. В 1847 году он был повышен в звании до старшего майора и был отправлен в запас с действительной военной службы по состоянию здоровья в 1849 году. Два года спустя он был вновь призван, чтобы участвовать в революции 1851 года, в результате которой к власти пришёл официально проигравший президентские выборы Мануэль Монт и отменена конституция 1833 года. В 1857 году он был назначен мэром и «командующим вооружениями» в Арауко: в задачу ему ставилось подавить восстание в южных провинциях страны во время революции 1859 года. В том же году он был восстановлен на действительной военной службе в звании старшего майора. Корнелио Сааведра Родригес вступил в должность главнокомандующего чилийским ВМФ в 1860 году, но оставил эту должность в том же году. В 1862 году он получил звание лейтенант-полковника.
Корнелио Сааведра Родригес представил президенту Мануэлю Монту свой проект расширения чилийской территории на юг от «Ла-Фронтера» (то есть от реки Биобио), но сначала этот его план был отвергнут. После инцидента с участием французского авантюриста Орейли-Антуана де Тунана, самопровозглашённого короля Араукании и Патагонии, объявившего Арауканию своим «государством» под покровительством Франции, президент Хосе Хоакин Перес Маскуано решил начать присоединение территории Араукании по немедленно утверждённому плану Родригеса, что означало начало первого этапа Умиротворения Араукании.
Корнелио Сааведра Родригес был главнокомандующим чилийскими силами во время кампании по завоеванию Араукании, населённой индейцами мапуче. Первая фаза её состояла в создании фортов и маленьких деревень вдоль реки Мальеко, находившейся на территории индейцев (к этому же периоду относится основание города Анголь в 1862 году). Вторая фаза (1867—1869 годах) представляла собой решительное наступление на мапуче, однако третья фаза в 1870 году не была столь удачной и закончилась началом переговоров.
После завершения второй фазы кампании в Араукании участвовал во Второй Тихоокеанской войне. После этого он ушёл из армии и был депутатом и сенатором, то есть не участвовал в окончательном покорении Араукании.